# Мята азиатская
Мята азиатская (лат. Mentha asiatica) — вид растений рода Мята (Mentha) семейства Яснотковые (Lamiaceae).
Встречается в Западной Сибири, Средней и Восточной Азии, Китае. Растёт в долинах рек, по склонам, галечниковым руслам, арыкам, на лугах.
В надземной части растения содержится 0,3—0,6 % эфирного масла, которое имеет приятный мятный запах и слегка горьковатый вкус.
Листья используют в качестве пряной приправы к супам и подливам, преимущественно в Туркменистане.

## Ботаническое описание
Растение высотой 40—100 см, по всей поверхности опушено очень короткими волосками.
Стебли большей частью тонковатые, тупо четырёхгранные.
Листья с обеих сторон бархатистые или тонковойлочные, зеленоватые или сизовато-зелёные от коротких тонких волосков, сидячие или на коротких черешках; по краю листья тонко и удлиненно-зубчатые; прицветные листья шиловидные, превышают длину ложных мутовок.
Соцветия густые или рыхловатые; цветки на коротко волосистых цветоножках; прицветники шиловидные, почти равны чашечке; чашечка колокольчатая или ворончатая, с линейными зубцами; венчик длиной 4—5 мм, тычинки превышают венчик у тычиночных цветков и скрыты в венчике у пестичных.
Плод — яйцевидный орешек.
Цветёт в июне—июле. Плоды созревают в июле—августе.